# Parafia św. Jadwigi Królowej w Gdyni
Parafia św. Jadwigi Królowej w Gdyni – rzymskokatolicka parafia usytuowana w gdyńskiej dzielnicy Karwiny przy ulicy Korzennej. Wchodzi w skład dekanatu Gdynia Orłowo, który należy do archidiecezji gdańskiej.

## Historia
- 12 lipca 1998 – Arcybiskup Metropolita Gdański – Tadeusz Gocłowski, dekretem biskupim erygował i ustanowił parafię[1];
- 2 sierpnia 1998 – poświęcenie placu budowy pod przyszły ośrodek duszpasterski;
- 12 listopada 2001 – rozpoczęcie budowy kościoła;
- 8 czerwca 2004 – wmurowanie kamienia węgielnego pod przewodnictwem abpa Tadeusza Gocłowskiego – metropolity gdańskiego. Kamień pochodzi z katedry na Wawelu, który poświęcił papież Jan Paweł II dnia 5 czerwca 1999 podczas sprawowanej Mszy na sopockim Hipodromie w trakcie której także koronował cudowny obraz Matki Boskiej Wejherowskiej, papieskimi koronami. Podczas swojej VII pielgrzymki do Polski;
- 13 kwietnia 2006 – poświęcenie górnej części kościoła;
- W latach 2006–2011 – dalsze prace budowlane polegające na wykończeniu dolnej części kościoła, gdzie swoje miejsce znalazły kaplica, salki katechetyczne i kawiarnia. Została zbudowana również plebania z kaplicą domową;
- 2008 – została ułożona posadzka granitowa w prezbiterium i w kościele;
- W latach 2011–2013 – trwały prace przy elewacji oraz pokryty został dach czerwoną, ceramiczną dachówką;
- W latach 2011–2017 – wyposażenie wnętrza górnego kościoła – zamontowane zostały aluminiowe okna, dębowe drzwi, ławki i konfesjonały. Powstał boczny ołtarz „Jezu ufam Tobie”, kaplica Matki Bożej Nieustającej Pomocy oraz ołtarz poświęcony św. Janowi Pawłowi II. Z parafii z Jenbach w Austrii otrzymaliśmy marmurowy ołtarz „Posoborowy”;
- Sierpień 2013 – zakupiona została marmurowa ambona i chrzcielnica;
- Wiosna 2014 – zbudowany został trawertynowy ołtarz główny z płaskorzeźbami – aut. Ireny Loroch, nowym tabernakulum i figurą Chrystusa Ukrzyżowanego – aut. Andrzeja Burkota. W tym samym czasie została ułożona kostka brukowa na placu przed kościołem i plebanią;
- Kościół parafialny był od 1 lipca 2014 do 30 czerwca 2019 – siedzibą dekanatu, a jej proboszcz dziekanem;
- 8 czerwca 2015 – Konsekracja kościoła, której dokonał abp Sławoj Leszek Głódź – metropolita gdański[2];
- W latach 2016–2017 – zamontowane zostały witraże w oknach – z krakowskiej pracowni witraży;
- 2017 – poświęcenie przez metropolitę gdańskiego, wszystkich witraży i nowych organów.

## Terytorium parafii
Obecnie (2020) terytorium parafii  zamieszkuje około 9000 tys. osób i obejmuje następujące ulice:
Buraczana, Druskiennicka, Dragonów, Gedymina, Głowackiego, Grażyny, Grenadierów, Grodnieńska, Jagiełły, Kameralna, Kiejstuta, Kirajsjerów, Kłajpedzka, Korzenna, Kowieńska, Leśna, Lidzka, Miła, Olgierda, Orańska, Osada Bernadowo, Parkowa, Podleśna, Racławicka, Sopocka, Spokojna, Strzelców, Swolożerów, Św. Jadwigi, Św. Kazimierza, Tatarczana, Trocka, Wielkopolska od 101a do końca, Witolda, Wzgórze Bernadowo, Żniwna.

## Proboszcz
- od 12 VII 1998: ks. kan. mgr Marek Adamczyk[3]